# Scutogona suboculinigra
Scutogona suboculinigra es una especie de miriápodo cordeumátido de la familia Anthroleucosomatidae endémica de Galicia (España).